# Dacia 1100
Der Dacia 1100 ist ein Mittelklassewagen des rumänischen Autoherstellers Dacia. Er ist baugleich mit dem Renault 8 und wurde von Dacia in Lizenz hergestellt.

## Geschichte
Dacia hatte seit September 1966 einen Lizenzvertrag mit Renault für den Bau eines Mittelklassewagens. Im Automobilwerk Pitești sollte der angekündigte Renault 12 als Dacia 1300 in Lizenz gefertigt werden. Da dieses Modell noch nicht zur Verfügung stand, wurde als Überbrückung der Heckmotor-Wagen R8 als Dacia 1100 gebaut. Die aus Frankreich importierten Einzelteile wurden ab 20. August 1968 in Serie lackiert und montiert. Ab 1969 wurden zunehmend Zulieferteile rumänischer Produktion eingesetzt, beispielsweise Bereifung, Scheiben, Kühler und Thermostate. Die grundlegenden mechanischen Baugruppen und die Karosserie stammten aber weiterhin aus Frankreich. Nachdem 1969 die Produktion des Dacia 1300 (R12) anlief, endete die Produktion des Dacia 1100 Ende 1970. Insgesamt wurden 26.582 (37.546 andere Quelle) Dacia 1100 montiert, davon 2.030 im Jahr 1968, 12.375 im Jahr 1969 und 12.177 im Jahr 1970.